# 葛覃 (1899年)
葛覃（1899年—1958年），原名葛绮春，字锦堂，男，山东莱西人，中国国民党政治人物，曾任国民党中央候补委员、国民党青岛市党部主任、立法委员、制宪国大代表等职，1949年脱党。

## 生平
1899年，葛覃生于山东省登州府莱阳县桃花乡西南阁村（今山东省青岛市莱西市店埠镇西南阁村）。1913年毕业于县立庐西两等小学，考入济南省立第一中学，在校期间加入中国国民党。1919年考入北京大学，曾因参与五四运动被逮捕羁押80天。毕业后任国民党山东省党部委员兼组织部长。1926年参与组建国民党莱阳县临时县党部。1927年四一二事件后任胶东党务特派员，赴水口村组织“清党”。
1930年赴英国爱丁堡大学攻读经济专业。1935年被陈果夫召回，赴南通任江苏省第七区行政督察专员公署专员兼保安司令。1938年3月因南通及天生港被日军攻占而受到撤职查办处分，4月末组织反攻南通城失败，后收复天生港，处分撤销。1939年赴重庆任沦陷区党务处处长。1945年5月国民党第六次全国代表大会，任候补中央执行委员。
1945年10月4日，葛覃赴青岛，任国民党青岛市党部主任委员、青岛市副市长、青岛市社会局局长。1946年当选制宪国大代表。1948年1月当选立法院第一届立法委员。葛覃在青岛任职期间曾与时任青岛市市长李先良争权，最终导致1948年李先良离职、第十一绥靖区司令官兼行政长官刘安祺全面掌控青岛地区党政军大权。
1949年6月青岛解放前夕，葛覃赴上海。上海解放后，葛覃与留在上海的数十名立法委员发表“原国民党立法委员脱离国民党反动派宣言”。1950年赴香港，因其反蒋拥共言论被港英当局逮捕，经交涉以1万元港币获释。后居于日本，1958年逝世。其灵柩由前妻刘巨全安葬于台北市。

## 相关古迹
青岛市市南区莱阳路3号早稻本善德旧宅1945年后为葛覃、刘巨全住宅，现为市南区文物保护单位。